# Pseudoligosita idioceri
Pseudoligosita idioceri är en stekelart som först beskrevs av Gennaro Viggiani 1981.  Pseudoligosita idioceri ingår i släktet Pseudoligosita och familjen hårstrimsteklar. Inga underarter finns listade i Catalogue of Life.